# San Mauro Abate
San Mauro Abate ist eine römisch-katholische Pfarr- und Titelkirche. Sie liegt an der Via Francesco Sapori in Fonte Ostiense im Süden von Rom. Ihr Patrozinium ist das des Heiligen Maurus.

## Geschichte
1980 wurde die Pfarrei errichtet. Die provisorische Kirche wurde 1984 niedergebrannt.
Die Kirche wurde 1990 nach einem Entwurf von Anna Claudia Cenciarini und Ferdinando Sciamanna erbaut.
Am 7. Dezember 2024 erhob Papst Franziskus die Kirche in den Rang einer Titelkirche und verlieh sie Fernando Chomalí.